# Institut für Medizin und Biologie
Das Institut für Medizin und Biologie war ein außeruniversitäres Forschungsinstitut der Deutschen Akademie der Wissenschaften zu Berlin (DAW) mit Sitz in Berlin-Buch.

## Geschichte

### Gründung
Das Institut entstand im Juni 1947 auf Anweisung der Sowjetischen Militäradministration in Deutschland (SMAD) und der deutschen Verwaltung für Volksbildung in der Sowjetischen Besatzungszone in den Räumlichkeiten des ehemaligen Kaiser-Wilhelm-Instituts für Hirnforschung. Gründungsdirektor wurde der Biophysiker Walter Friedrich, der ab 1955 als Präsident des Instituts fungierte. Aufgabe des Instituts war die Verbindung der theoretisch-experimentellen Grundlagenforschung mit der klinischen Medizin mit einem Schwerpunkt im Bereich der Krebsforschung. Das Institut wurde mehrfach erweitert und erhielt 1948 eine Klinik für Geschwulstkrankheiten mit 55 Betten. Darüber hinaus entstanden unter anderem Abteilungen für biologische und für chemische Krebsforschung, für Biochemie und für Biophysik, für Mikrobiologie und für Genetik sowie für Pharmakologie. Schwerpunkte der Forschungsaktivitäten waren Untersuchungen zum Stoffwechsel von Tumoren, zu den krebserzeugenden Effekten von chemischen Substanzen und von bestimmten Viren sowie zur biologischen Wirkung von Röntgenstrahlung. 1955 entstand darüber hinaus eine Arbeitsstelle für Kreislaufforschung, durch welche die Arbeit des Instituts auf den Bereich der kardiovaskulären Erkrankungen ausgeweitet wurde. Zum Ende des Jahres 1949 hatte das Institut 145 Mitarbeiter, darunter 27 Wissenschaftler. Vier Jahre später war die Zahl der Mitarbeiter auf 383 gestiegen, darunter 49 Wissenschaftler.

### Reorganisation
1955 wurde das Institut, das zu diesem Zeitpunkt 530 Mitarbeiter hatte und während der Zeit seines Bestehens zu den größten biomedizinischen Forschungseinrichtungen in der Deutschen Demokratischen Republik (DDR) zählte, in sechs weitestgehend eigenständige Bereiche für Biochemie, Pharmakologie, Angewandte Isotopenforschung, Physik, Biologie und Zellphysiologie aufgeteilt, die jeweils von eigenen Direktoren geleitet wurden. Hinzu kamen die Klinik, die ab 1958 nach dem Pathologen Robert Rössle benannt war, sowie die Arbeitsstelle Kreislaufforschung und der Bereich Zentrale Verwaltung und Anlagen.

### Medizinisch-Biologisches Forschungszentrum der DAW
1961 entstand aus dem Institut das Medizinisch-Biologische Forschungszentrum der DAW, das 1963 rund 1.200 Mitarbeiter mit über 200 Wissenschaftlern hatte. Es trug die Bezeichnung „Institute für Medizin und Biologie in Berlin-Buch“ und bestand aus den sechs Instituten für Biochemie, für Biophysik, für angewandte Isotopenforschung, für experimentelle Krebsforschung, für Pharmakologie und für Zellphysiologie, die aus den vorherigen Bereichen des Instituts für Medizin und Biologie hervorgegangen waren, und dem 1956 gegründeten Institut für kortiko-viszerale Pathologie und Therapie, der Robert-Rössle-Klinik sowie den Arbeitsstellen für Kreislaufforschung und für Infektionskrankheiten im Kindesalter. Diese Einrichtungen wurden Anfang Januar 1972 zu drei Zentralinstituten für Molekularbiologie, für Krebsforschung und für Herz-Kreislauf-Regulationsforschung zusammengefasst.

### Nach der deutschen Wiedervereinigung
Nach der politischen Wende in der DDR und der deutschen Wiedervereinigung ging im Jahr 1992 aus den drei Zentralinstituten das Max-Delbrück-Centrum für Molekulare Medizin hervor.